# Hermann von Mittnacht

Hermann von Mittnacht auf einer Abbildung, entstanden in den 1870er Jahren

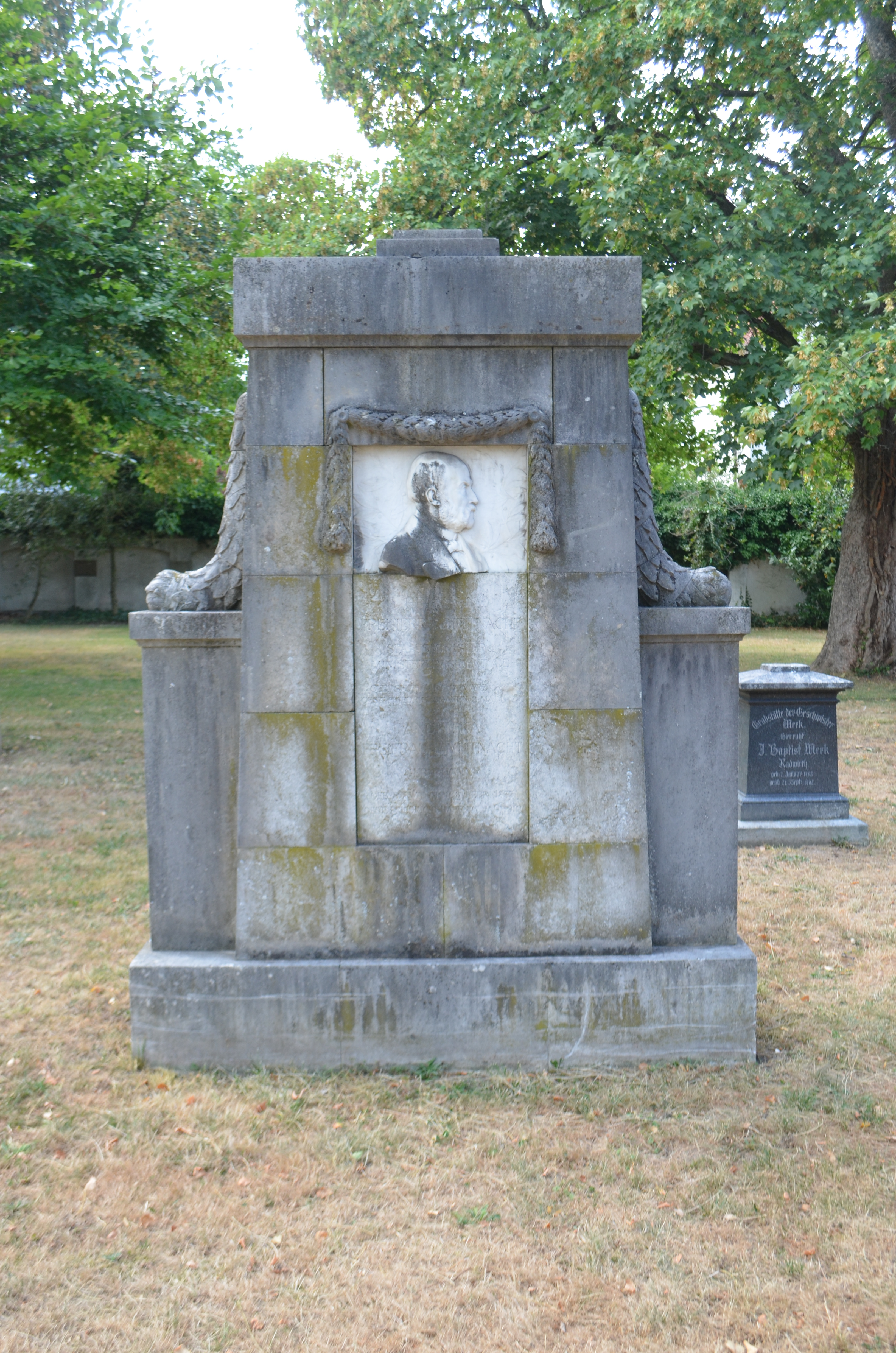
Grab von Hermann von Mittnacht auf dem Alten Friedhof Friedrichshafen

Hermann Carl Friedrich von Mittnacht, ab 1887 Freiherr von Mittnacht (* 17. März 1825 in Stuttgart; † 2. Mai 1909 in Friedrichshafen) war ein deutscher Jurist. Er war der erste Ministerpräsident des Königreichs Württemberg.

## Abstammung
Hermann Mittnacht war der Sohn des Oberfinanzrats und Vermessungsdirektors Franz Jakob Mittnacht (1781–1849), ein württembergischer Beamter aus den neuwürttembergischen Gebieten. Die väterlichen Großeltern waren der Förster Johann Michael Mittnacht, der aus einem Bauerngeschlecht in Reisfeld bei Igersheim stammte, und Eva Katherine Mittnacht geb. Bender. Mittnachts Mutter Magdalene (1791–1829) war die Tochter des Obristwachtmeisters Heinrich Sulzbeck aus Würzburg und der Magdalene Sulzbeck geb. Brunbauer.

## Leben
Nach dem Besuch des Gymnasiums in Stuttgart studierte Mittnacht von 1842 bis 1848 Jura in Tübingen und Heidelberg. Während des Studiums wurde er Mitglied des Corps Suevia Tübingen (1843) und des Corps Guestphalia Heidelberg (1844). Nach seinem Eintritt in den württembergischen Justizdienst im Jahre 1849 und Assistenztätigkeiten an verschiedenen Gerichtsstandorten wurde er 1854 Oberjustizassessor und 1857 Staatsanwalt in Ellwangen.
Herrmann von Mittnacht heiratete im Jahre 1854 Angelika Bucher (1835–1910), die Tochter des württembergischen Landtagsabgeordneten Franz Xaver Bucher (1798–1859) aus Ellwangen. Das Paar hatte vier Kinder.

## Politischer Werdegang
Von 1861 bis 1900 war Mittnacht Abgeordneter für das Oberamt Mergentheim in der Zweiten Kammer des württembergischen Landtags. Er war konservativ gesinnt, gehörte aber keiner Partei an. Im Jahre 1862 wurde er Stadtrichter in Stuttgart, seit 1864 mit dem Titel Oberjustizrat und 1865 zum Obertribunalrat befördert. Im Jahre 1867 wurde Mittnacht Justizminister unter dem Leitenden Minister Karl von Varnbüler. Er zeigte sich wesentlich engagierter als Varnbüler bei den Verhandlungen über den Beitritt des Königreichs Württemberg zum neu entstehenden Deutschen Reich. Von 1868 bis 1870 gehörte er als Abgeordneter des Wahlkreises Württemberg 8 (Gerabronn, Crailsheim, Mergentheim) dem Zollparlament an. Nach Varnbülers Rücktritt im Herbst 1870 wurde Mittnacht faktischer Leiter der württembergischen Regierung (Präsident des Geheimen Rats und Vorsitzender im Ministerrat).
1873 wurde er als Nachfolger des Freiherrn von Wächter auch Außenminister und 1876 erster Ministerpräsident des Königreichs Württemberg (offizieller Titel: Präsident des Staatsministeriums). Diese 1876 gelungene Schaffung eines eigenständigen Staatsministeriums markierte die tatsächliche Verselbstständigung der württembergischen Regierung gegenüber dem König. Das Justizministerium gab Mittnacht 1878 an den Ressort-Nachfolger Eduard von Faber ab.
Mittnacht – der am Anfang seiner politischen Laufbahn eher großdeutsch gesinnt war – verhielt sich seit 1871 stets loyal dem Deutschen Reich gegenüber. Allerdings achtete er im Sinne des Königspaars Karl und Olga auf die Wahrung der föderalen Struktur des Reichs, insbesondere auch durch sein Festhalten an wichtigen Reservatrechten für das Königreich Württemberg (z. B. eigenes württembergisches Außenministerium, eigene Gesandtschaften im Ausland, eigene Armee sowie eigenes Post- und Eisenbahnwesen). Dennoch wurde er zum Vertrauten Bismarcks, zu dem er auch nach dessen Rücktritt als Reichskanzler im Jahre 1890 die Verbindung nicht abreißen ließ.
Im Bundesrat in Berlin war Mittnacht eine geachtete Autorität. Zu Hause in Stuttgart gelang es Mittnacht in sehr pragmatischer Art und Weise zwischen dem politisch desinteressierten König Karl und dem Landtag während seiner gesamten Regierungszeit der eigentlich starke Mann des Königreichs zu sein und es somit auf den Weg einer parlamentarischen Monarchie zu bringen. Dabei stützte er seine Politik auf die regierungstreue „Landespartei“ und die nationalliberale Deutsche Partei. Bemerkenswert ist die Tatsache, dass ihm all dies in einem mehrheitlich protestantisch-schwäbisch geprägten Land gelang, obwohl er selbst katholisch und zudem fränkischer Abstammung war.
Im Jahre 1900 trat Mittnacht aus Altersgründen von all seinen Regierungsämtern und dem Landtagsmandat zurück. Seinen Ruhestand verbrachte er in Friedrichshafen am Bodensee.

## Ehrungen
- 1868: Großkreuz des Friedrichs-Ordens
- 1870: Großkreuz des Ordens der württembergischen Krone, (1889 mit Brillanten)
- 1886: Ehrenbürger der Stadt Mergentheim
- 1887: Erhebung in den erblichen Freiherrenstand
- 1889: Ritter des Hohen Ordens vom Schwarzen Adler
- 1900: Ehrenbürger seiner Geburtsstadt Stuttgart
- 1904: Ehrenbürger der Stadt Friedrichshafen

In Stuttgart ist ein Bürogebäude (Mittnachtbau) sowie eine Straße und eine Stadtbahnhaltestelle (Mittnachtstraße) nach ihm benannt. Auch die im Zuge von Stuttgart 21 im Bau befindliche S-Bahn-Station nordöstlich des Hauptbahnhofs trägt den Arbeitstitel Mittnachtstraße. In der Tauberregion, aus der seine Vorfahren stammten, sind zwei Straßen (in Igersheim & Bad Mergentheim) nach ihm benannt.

## Veröffentlichungen
- Erinnerungen an Bismarck. J. G. Cotta, Stuttgart 1904
- Erinnerungen an Bismarck. Neue Folge (1877–1889), Band 2, J. G. Cotta, Stuttgart 1905
- Rückblicke. J. G. Cotta, Stuttgart 1909